# José Maria de Urquinaona y Vidot
José María de Urquinaona y Bidot, né le 4 septembre 1814 à Cadix et mort le 31 mars 1883 à Barcelone, est un ecclésiastique catholique espagnol.

## Biographie
Formé au séminaire de Cadix, il est ordonné pour le sacerdoce en 1837. Évêque des Canaries en 1868, il est nommé en 1877 au siège épiscopal de Barcelone, qu'il occupe jusqu'à sa mort. Il est à l'origine du nouveau séminaire de Barcelone qu'il dote d'un musée de géologie, et de l'académie philosophico-scientifique de Saint Thomas d'Aquin. Il obtient que Léon XIII proclame la Vierge de Montserrat patronne de Catalogne en 1880 lors des fêtes du millénaire. Sa charge l'amène à participer au concile Vatican I.
Élu sénateur de la représentation provinciale ecclésiastique catalane en 1879, il défend à Madrid les intérêts de l'industrie catalane en 1882, et est reçu en héros à son retour. Le jour de la Saint-Joseph de 1882, il pose la première pierre de la Sagrada Família.
Selon son souhait, il est enterré à la basilique de la Merci dans un mausolée réalisé par le sculpteur Agapit Vallmitjana i Barbany.
Barcelone a donné son nom à une des places centrales de la ville.